# Botaurus
Botaurus Stephens, 1819 è un genere di uccelli della famiglia Ardeidae.

## Tassonomia
Comprende le seguenti specie:
- Botaurus stellaris (Linnaeus, 1758) - tarabuso
- Botaurus poiciloptilus (Wagler, 1827) - tarabuso australiano
- Botaurus lentiginosus (Rackett, 1813) - tarabuso americano
- Botaurus pinnatus (Wagler, 1829) - tarabuso pinnato